# The Mighty Sleepwalkers
The Mighty Sleepwalkers is een Belgisch-Duitse band uit Aken.

## Bezetting
Oprichters
- Klaus Niessen (zang, cajón)
- Luc Meessen (akoestische gitaar)
- Achim Jenik (contrabas)

Huidige bezetting
- Klaus Niessen (zang, keyboards, percussie, gitaar)
- Frank Lennartz (contrabas, e-basgitaar, sinds 2000)
- Bernd vom Dorp (drums, sinds 1998)

Voormalige leden
- Philip Niessen (akoestische gitaar)
- Dominik 'Mr. Peace Friede (akoestische gitaar)
- Bengt Jablonski (akoestische gitaar)
- Michael Peger (akoestische gitaar)
- Roland Rongen (akoestische gitaar)

## Geschiedenis
De band werd halverwege de jaren 1990 opgericht door Klaus Niessen (zang, cajon) en Luc Meessen (gitaar) uit Eupen en Achim Jenik (contrabas) uit Aken. In de beginjaren speelde de band puur akoestisch en deed het bewust zonder drummer. In 1998 werd het trio echter door drummer Bernd vom Dorp uitgebreid tot een kwartet. In mei 1999 tekende de band een contract met EMI Music en bracht de twee singles Smile (1999) en So Many Things (2000) uit. Frank Lennartz speelt sinds 2000 bas/contrabas. Van 2001 tot 2006 werkten de muzikanten als begeleidingsband voor de popband Wonderwall. Mighty Sleepwalkers-gitaristen zijn ondertussen ex-Heavytones-gitarist Philip Niessen evenals Dominik Friede, Bengt Jablonski, Michael Peger en Roland Rongen.

## Discografie

### Singles
- 1999: Smile (EMI Music)
- 2000: So Many Things (EMI Music)

### Albums
- 1997: Can't Sleep, Gotta Walk
- 2001: Popover
- 2013: Ooh!